# Pływanie na Letnich Igrzyskach Olimpijskich 1952 – 200 m stylem klasycznym mężczyzn
200 m stylem klasycznym mężczyzn – jedna z konkurencji pływackich rozgrywanych podczas XV Igrzysk Olimpijskich w Helsinkach. Eliminacje i półfinały odbyły się 31 lipca, a finał 2 sierpnia 1952 roku.
Większość zawodników startujących w tej konkurencji płynęło dozwolonym wtedy stylem motylkowym, który na igrzyskach zadebiutował pod tą nazwą cztery lata później.
W finale po pierwszych 100 m prowadził rekordzista świata, Niemiec Herbert Klein, podczas gdy Australijczyk John Davies był piąty. Na ostatniej długości basenu Klein został wyprzedzony zarówno przez Daviesa jak i Amerykanina Bowena Stassfortha. Reprezentant Australii został mistrzem olimpijskim i pobił rekord olimpijski, uzyskawszy czas 2:34,4. Ze stratą 0,3 s do zwycięzcy, srebrny medal zdobył Bowen Stassforth. Brąz przypadł Herbertowi Kleinowi (2:35,9).
Wcześniej, w trakcie eliminacji, rekord olimpijski pobili kolejno reprezentant Czechosłowacji Ľudovít Komadel i Gerald Holan ze Stanów Zjednoczonych.

## Rekordy
Przed zawodami rekord świata i rekord olimpijski wyglądały następująco:
| Rekord            | Zawodnik      | Czas   | Miejsce   | Data            |       |
| ----------------- | ------------- | ------ | --------- | --------------- | ----- |
| Rekord świata     | Herbert Klein | 2:27,3 | Monachium | 9 czerwca 1951  | [ 1 ] |
| Rekord olimpijski | Joe Verdeur   | 2:39,3 | Londyn    | 7 sierpnia 1948 | [ 2 ] |

W trakcie zawodów ustanowiono następujące rekordy:
| Data       | Etap konkurencji      | Zawodnik        | Czas   | Rekord |
| ---------- | --------------------- | --------------- | ------ | ------ |
| 31 lipca   | wyścig eliminacyjny 3 | Ľudovít Komadel | 2:38,9 | OR     |
| 31 lipca   | wyścig eliminacyjny 5 | Gerald Holan    | 2:36,8 | OR     |
| 2 sierpnia | finał                 | John Davies     | 2:34,4 | OR     |

## Wyniki

### Eliminacje
Do półfinałów zakwalifikowało się 16 pływaków z najlepszymi czasami.

#### Wyścig eliminacyjny 1
| Miejsce | Zawodnik          | Państwo           | Czas   | Uwagi |
| ------- | ----------------- | ----------------- | ------ | ----- |
| 1.      | Monte Nitzkowski  | Stany Zjednoczone | 2:40,6 | Q     |
| 2.      | Pierre Joly       | Francja           | 2:43,4 |       |
| 3.      | Marek Petrusewicz | Polska            | 2:44,0 |       |
| 4.      | Juha Tikka        | Finlandia         | 2:46,3 |       |
| 5.      | Brian Barnes      | Wielka Brytania   | 2:48,6 |       |
| 6.      | René Kohn         | Luksemburg        | 2:59,3 |       |

#### Wyścig eliminacyjny 2
| Miejsce | Zawodnik                | Państwo    | Czas   | Uwagi |
| ------- | ----------------------- | ---------- | ------ | ----- |
| 1.      | John Davies             | Australia  | 2:39,7 | Q     |
| 2.      | Jiro Nagasawa           | Japonia    | 2:40,4 | Q     |
| 3.      | Nikola Trojanović       | Jugosławia | 2:42,4 | Q     |
| 4.      | Bengt Rask              | Szwecja    | 2:45,3 |       |
| 5.      | Ludovicus Schoenmaekers | Belgia     | 2:46,5 |       |
| 6.      | Jurij Kurczaszow        | ZSRR       | 2:47,3 |       |
| 7.      | Alfons Oehy             | Pakistan   | 2:54,8 |       |
| 8.      | Muhammad Bashir         | Pakistan   | 3:01,3 |       |

#### Wyścig eliminacyjny 3
| Miejsce | Zawodnik           | Państwo        | Czas     | Uwagi |
| ------- | ------------------ | -------------- | -------- | ----- |
| 1.      | Ľudovít Komadel    | Czechosłowacja | 2:38,9   | Q,    |
| 2.      | Orlando Cossani    | Argentyna      | 2:39,6   | Q     |
| 3.      | Takayoshi Kajikawa | Japonia        | 2:39,6   | Q     |
| 4.      | Walter Ocampo      | Meksyk         | 2:44,8   |       |
| 5.      | Octavio Mobiglia   | Brazylia       | 2:46,1   |       |
| 6.      | Giorgio Grilz      | Włochy         | 9:99,9 ! | DSQ   |

#### Wyścig eliminacyjny 4
| Miejsce | Zawodnik           | Państwo           | Czas   | Uwagi |
| ------- | ------------------ | ----------------- | ------ | ----- |
| 1.      | Bowen Stassforth   | Stany Zjednoczone | 2:39,3 | Q     |
| 2.      | David Hawkins      | Australia         | 2:41,2 | Q     |
| 3.      | George Portelance  | Kanada            | 2:42,5 | Q     |
| 4.      | Piotr Skripczenkow | ZSRR              | 2:47,3 |       |
| 5.      | Blago Barbijeri    | Jugosławia        | 2:47,3 |       |
| 6.      | Knud Gleie         | Dania             | 2:51,4 |       |
| 7.      | Vladimír Skovajsa  | Czechosłowacja    | 2:53,3 |       |

#### Wyścig eliminacyjny 5
| Miejsce | Zawodnik            | Państwo           | Czas   | Uwagi |
| ------- | ------------------- | ----------------- | ------ | ----- |
| 1.      | Gerald Holan        | Stany Zjednoczone | 2:36,8 | Q,    |
| 2.      | Maurice Lusien      | Francja           | 2:40,9 | Q     |
| 3.      | Nobuyasu Hirayama   | Japonia           | 2:41,5 | Q     |
| 4.      | Adhemar Grijó Filho | Brazylia          | 2:47,6 |       |
| 5.      | Habib Suharko       | Indonezja         | 2:51,3 |       |

#### Wyścig eliminacyjny 6
| Miejsce | Zawodnik                | Państwo          | Czas   | Uwagi |
| ------- | ----------------------- | ---------------- | ------ | ----- |
| 1.      | Herbert Klein           | Niemcy           | 2:37,0 | Q     |
| 2.      | Daan Buijze             | Holandia         | 2:41,9 | Q     |
| 3.      | Władimir Borisienko     | ZSRR             | 2:43,2 | Q     |
| 4.      | Aulis Kähkönen          | Finlandia        | 2:43,8 |       |
| 5.      | Manuel Sanguily         | Kuba             | 2:44,5 |       |
| 6.      | Vlastimil Linhart       | Czechosłowacja   | 2:48,0 |       |
| 7.      | Awad Moukhtar Halloudah | Królestwo Egiptu | 2:50,5 |       |
| 8.      | Eduardo Barbeiro        | Portugalia       | 3:04,6 |       |

### Półfinały

#### Półfinał 1
| Miejsce | Zawodnik          | Państwo           | Czas   | Uwagi |
| ------- | ----------------- | ----------------- | ------ | ----- |
| 1.      | John Davies       | Australia         | 2:36,8 | Q     |
| 2.      | Ľudovít Komadeľ   | Czechosłowacja    | 2:38,8 | Q     |
| 3.      | Nobuyasu Hirayama | Japonia           | 2:39,1 | Q     |
| 4.      | Gerald Holan      | Stany Zjednoczone | 2:39,2 |       |
| 5.      | Monte Nitzkowski  | Stany Zjednoczone | 2:41,4 |       |
| 6.      | Daan Buijze       | Holandia          | 2:42,6 |       |
| 7.      | Orlando Cossani   | Argentyna         | 2:43,1 |       |
| 8.      | George Portelance | Kanada            | 2:43,8 |       |

#### Półfinał 2
| Miejsce | Zawodnik            | Państwo           | Czas   | Uwagi |
| ------- | ------------------- | ----------------- | ------ | ----- |
| 1.      | Herbert Klein       | Niemcy            | 2:37,0 | Q     |
| 2.      | Takayoshi Kajikawa  | Japonia           | 2:37,3 | Q     |
| 3.      | Bowen Stassforth    | Stany Zjednoczone | 2:38,7 | Q     |
| 4.      | Jiro Nagasawa       | Japonia           | 2:39,0 | Q     |
| 5.      | Maurice Lusien      | Francja           | 2:39,1 | Q     |
| 6.      | David Hawkins       | Australia         | 2:39,8 |       |
| 7.      | Nikola Trojanović   | Jugosławia        | 2:41,8 |       |
| 8.      | Władimir Borisienko | ZSRR              | 2:46,2 |       |

### Finał
| Miejsce | Zawodnik           | Państwo           | Czas   | Uwagi |
| ------- | ------------------ | ----------------- | ------ | ----- |
| 1. !    | John Davies        | Australia         | 2:34,4 | OR    |
| 2. !    | Bowen Stassforth   | Stany Zjednoczone | 2:34,7 |       |
| 3. !    | Herbert Klein      | Niemcy            | 2:35,9 |       |
| 4.      | Nobuyasu Hirayama  | Japonia           | 2:37,4 |       |
| 5.      | Takayoshi Kajikawa | Japonia           | 2:38,6 |       |
| 6.      | Jiro Nagasawa      | Japonia           | 2:39,1 |       |
| 7.      | Maurice Lusien     | Francja           | 2:39,8 |       |
| 8.      | Ľudovít Komadeľ    | Czechosłowacja    | 2:40,1 |       |